# Гатто (Техас)
Гатто (англ. Hutto) — місто (англ. city) в США, в окрузі Вільямсон штату Техас. Населення — 27 577 осіб (2020).

## Географія
Гатто розташоване за координатами 30°32′17″ пн. ш. 97°32′59″ зх. д. / 30.53806° пн. ш. 97.54972° зх. д. (30.538092, -97.549645).  За даними Бюро перепису населення США в 2010 році місто мало площу 20,13 км², з яких 20,06 км² — суходіл та 0,07 км² — водойми. В 2017 році площа становила 21,46 км², з яких 21,37 км² — суходіл та 0,09 км² — водойми.

## Демографія
Згідно з переписом 2010 року, у місті мешкало 14 698 осіб у 4560 домогосподарствах у складі 3696 родин. Густота населення становила 730 осіб/км².  Було 4917 помешкань (244/км²).
Расовий склад населення:
| - 71,9 % — білих - 14,3 % — чорних або афроамериканців - 1,4 % — азіатів - 0,8 % — корінних американців - 0,1 % — вихідців з тихоокеанських островів - 7,4 % — осіб інших рас |

До двох чи більше рас належало 4,1 %. Частка іспаномовних становила 30,8 % від усіх жителів.
За віковим діапазоном населення розподілялося таким чином: 36,7 % — особи молодші 18 років, 60,1 % — особи у віці 18—64 років, 3,2 % — особи у віці 65 років та старші. Медіана віку мешканця становила 28,9 року. На 100 осіб жіночої статі у місті припадало 93,8 чоловіків;  на 100 жінок у віці від 18 років та старших — 90,8 чоловіків також старших 18 років.
Середній дохід на одне домашнє господарство  становив 74 757 доларів США (медіана — 71 836), а середній дохід на одну сім'ю — 75 650 доларів (медіана — 73 803). Медіана доходів становила 49 066 доларів для чоловіків та 39 020 доларів для жінок. За межею бідності перебувало 5,8 % осіб, у тому числі 6,7 % дітей у віці до 18 років та 2,2 % осіб у віці 65 років та старших.
Цивільне працевлаштоване населення становило 9581 особа. Основні галузі зайнятості: освіта, охорона здоров'я та соціальна допомога — 23,7 %, науковці, спеціалісти, менеджери — 13,2 %, роздрібна торгівля — 11,0 %, публічна адміністрація — 10,7 %.